# Radków (gmina w województwie świętokrzyskim)

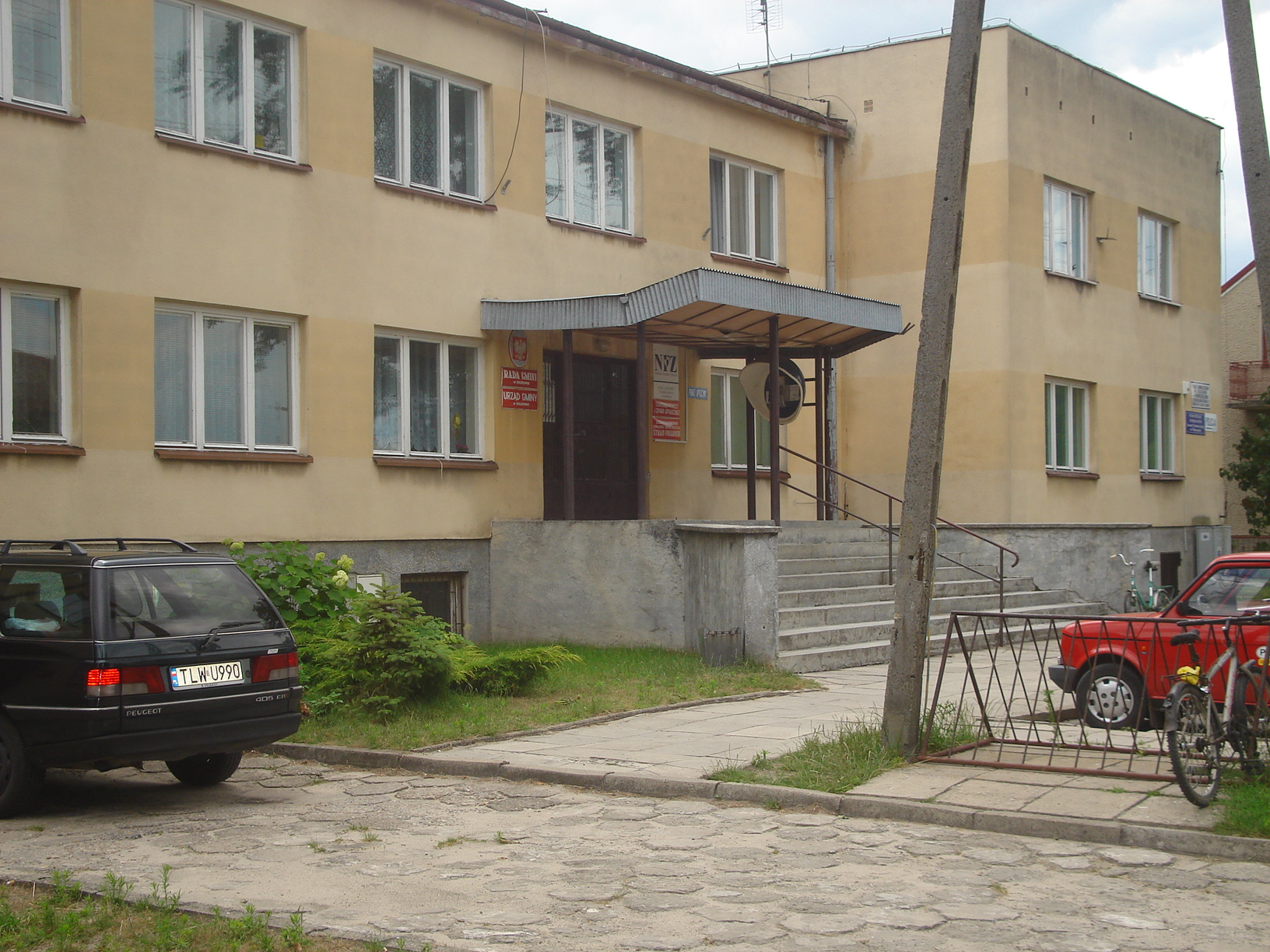
Urząd Gminy w Radkowie

Radków – gmina wiejska w województwie świętokrzyskim, w powiecie włoszczowskim. W latach 1982–1998 gmina położona była w województwie częstochowskim.
Siedziba gminy to Radków.
Według danych z 30 czerwca 2006 gminę zamieszkiwało 2668 osób.
Jest to najmniejsza pod względem ludności gmina województwa świętokrzyskiego.

## Historia
Gmina Radków w obecnym kształcie powstała 1 października 1982 roku w wyniku wyłączenia z gminy Moskorzew sołectw: Brzeście, Chycza, Dzierzgów, Kossów, Krasów, Kwilina, Radków, Skociszewy, Sulików, Świerków oraz dołączenia trzech sołectw z gminy Secemin: Bałkowa, Bieganowa oraz Ojsławice.

## Położenie
Gmina położona jest w zachodniej części województwa świętokrzyskiego przy granicy z województwem śląskim, w południowej części powiatu włoszczowskiego, na obszarze Niecki Włoszczowskiej i Płaskowyżu Jędrzejowskiego. Przez obszar gminy przepływają rzeki Biała Nida oraz Kwilinka.

## Komunikacja
Przez terytorium gminy nie przebiegają żadne drogi krajowe ani wojewódzkie. Główne szlaki drogowe przebiegające przez gminę Radków to drogi;
- Radków - Dzierzgów - Moskorzew (połączenie z drogą krajową nr 78)
- Radków - Kossów - Kwilina - Chlewice (połączenie z drogą krajową nr 78)
- Radków - Bebelno - Włoszczowa

Przez obszar gminy nie przebiegają żadne linie kolejowe. Najbliższe dworce kolejowe znajdują się w Sędziszowie (trasa kolejowa z Kielc do Krakowa i Katowic) oraz we Włoszczowie (trasa kolejowa z Częstochowy i Zawiercia do Kielc).

## Struktura powierzchni
Według danych z roku 2002 gmina Radków ma obszar 86,32 km², w tym:
- użytki rolne: 53%
- użytki leśne: 35%

Gmina stanowi 9,52% powierzchni powiatu.

## Demografia

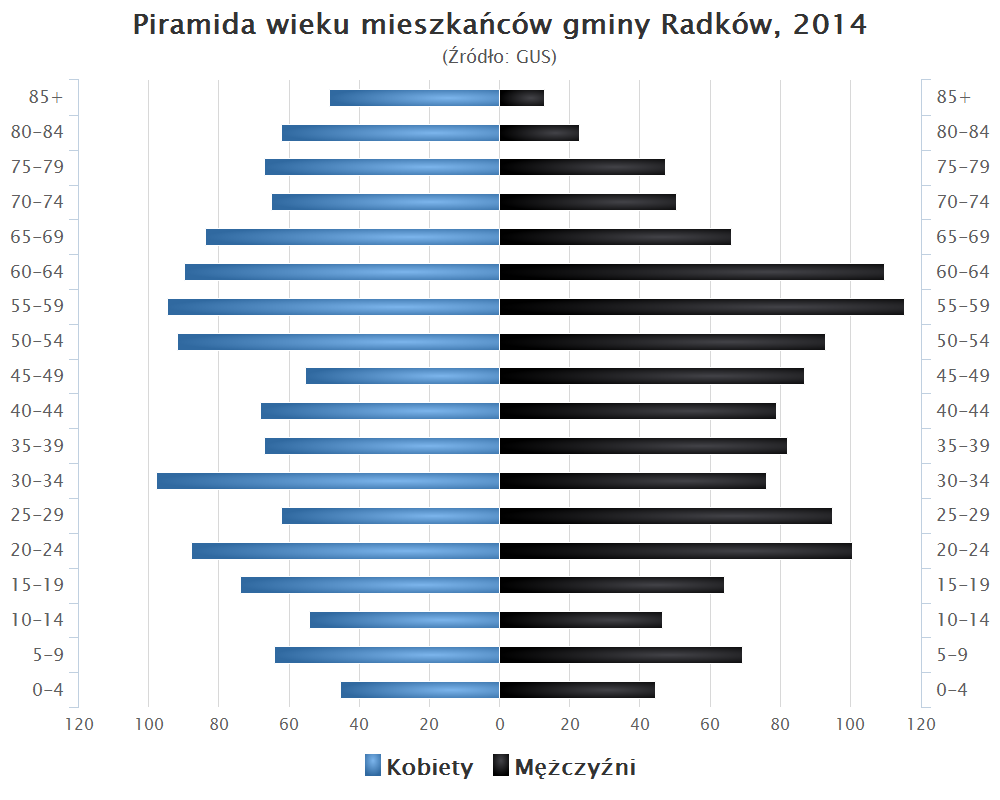
Piramida wieku mieszkańców gminy Radków w 2014 roku

Dane z 30 czerwca 2006:
| Opis                              | Ogółem | Ogółem | Kobiety | Kobiety | Mężczyźni | Mężczyźni |
| --------------------------------- | ------ | ------ | ------- | ------- | --------- | --------- |
| jednostka                         | osób   | %      | osób    | %       | osób      | %         |
| populacja                         | 2668   | 100    | 1339    | 50,2    | 1329      | 49,8      |
| gęstość zaludnienia (mieszk./km²) | 31     | 31     | 15,7    | 15,7    | 15,3      | 15,3      |

| Ludność w wieku | Ogółem | Ogółem | Kobiety | Kobiety | Mężczyźni | Mężczyźni |
| --------------- | ------ | ------ | ------- | ------- | --------- | --------- |
| 0-14 lat        | 375    | 14,0%  | 186     | 6,9%    | 189       | 7,1%      |
| 15-64 lat       | 1688   | 62,3%  | 779     | 29,2%   | 909       | 34,1%     |
| 65 lat i więcej | 605    | 22,7%  | 374     | 14,0%   | 231       | 8,7%      |

## Sołectwa
Bałków, Bieganów, Brzeście, Chycza, Dzierzgów, Kossów, Krasów, Kwilina, Nowiny, Ojsławice, Radków, Skociszewy, Sulików, Świerków

## Sąsiednie gminy
Moskorzew, Nagłowice, Oksa, Secemin, Szczekociny, Włoszczowa